# 香港綠色建築議會
香港綠色建築議會（英語：Hong Kong Green Building Council，簡稱：HKGBC）成立於2009年，為香港的非牟利會員制組織，旨在推動及提升香港可持續建築的發展水平，以及為綠色建築頒授「綠建環評」（BEAM Plus）認證。

## 歷史
香港綠色建築議會由香港建造業議會、商界環保協會、建築環保評估協會及環保建築專業議會四大業界團體於2009年聯合成立。議會成立宗旨是連繫政府、業界及公眾，提升社會對綠色建築的關注，並針對香港亞熱帶高樓密集的城市環境，制定可行策略，推動業界邁向碳中和。
2016年，香港政府發展局推動修訂香港法例《防止賄賂條例》，將香港綠色建築議會及建築環保評估協會列為受條例規管的公共機構。 

## 使命與目標
議會的使命是推動香港成為全球綠色建築典範，透過教育、宣傳、政策倡議及技術支援，促進建築行業的可持續發展。其核心目標包括：
- 減少建築物全生命週期對環境的影響
- 提升建築使用者的健康與福祉
- 推動節能、節水及資源循環利用
- 支援業界在2050年前達致碳中和

## 主要計劃與認證

### 綠建環評
綠建環評是香港最廣泛使用的綠色建築評估工具，由第三方中立建築環保評估協會評估建築物的可持續績效。截至2024年底，已登記綠建環評的建築物累計超過8,600幢，覆蓋總樓面面積逾9,000萬平方米。

### 零碳就緒建築認證計劃
零碳就緒建築認證計劃於2023年推出，為業界提供能源表現基準測試、碳中和目標設定及進度追蹤，並支援綠色融資。

### 建造業議會綠色產品認證計劃
建造業議會綠色產品認證計劃自2019年推出，由香港綠色建築議會營運，認證計劃涵蓋28個產品類別、逾1,100種建造業產品。工程承建商使用獲認證的綠色產品施工時，可以有助於滿足綠建環評等綠色建築認證要求。

## 境外合作
自2012年起，香港綠色建築議會成為世界綠色建築委員會正式會員。2024年，議會與多間企業及院校簽署備忘錄，推動「綠建環評」應用至深圳、廣州、澳門及非洲等地。2025年，招商蛇口吉布提特別展示綜合體項目獲頒首個「綠建環評既有建築（全球版）」認證。

## 公共教育與推廣
議會定期舉辦「香港綠色建築週」及公開講座，並與學校合作開展環保教育計劃。

## 外部連結
- 官方网站